# Coelocaryon oxycarpum
Coelocaryon oxycarpum är en tvåhjärtbladig växtart som beskrevs av Otto Stapf. Coelocaryon oxycarpum ingår i släktet Coelocaryon, och familjen Myristicaceae. Inga underarter finns listade i Catalogue of Life.